# Lambda Ophiuchi
Lambda Ophiuchi (λ Oph, Marfik) – gwiazda w gwiazdozbiorze Wężownika, znajdująca się w odległości około 173 lat świetlnych od Słońca.

## Nazwa
Tradycyjna nazwa gwiazdy, Marfik, wywodzi się od arabskiego ‏مرفق‎ Marfiḳ, co oznacza „łokieć” i odnosi się do jej położenia w gwiazdozbiorze Wężownika. Międzynarodowa Unia Astronomiczna zatwierdziła użycie nazwy Marfik dla określenia tej gwiazdy.

## Charakterystyka
Jest to gwiazda podwójna, którą tworzą dwa składniki będące gwiazdami ciągu głównego należącymi do typu widmowego A. Są gorętsze od Słońca, mają jasność odpowiednio 56 i 17 razy większą od jasności Słońca i promienie 2,5 oraz 1,9 razy większe. Masy gwiazd to, według modeli ewolucji i budowy wewnętrznej, 2,6 i 2,0 masy Słońca.
Gwiazdy na niebie dzieli 1,4 sekundy kątowej (pomiar z 2016 r.); składniki mają wielkość obserwowaną 4,15 i 5,15m, ale są na tyle blisko na niebie, że trudno rozdzielić je w amatorskim teleskopie. Okrążają one wspólny środek masy po ekscentrycznych orbitach, średnio oddalone o 46 au, zbliżają się na 18 au i oddalają na 68 au. Okres orbitalny to 129 lat, w ciągu ostatniego okresu najbardziej oddaliły się w 2004 roku, a najbardziej zbliżyły w 1939 roku. Jeden ze składników (lub nawet oba) mogą mieć także niewidocznych, bliskich towarzyszy. W odległości 119,6″ od pary (pomiar z 2013 r.) znajduje się trzecia gwiazda o wielkości 11,84m, którą charakteryzuje taki sam ruch własny – pomarańczowy karzeł, zapewne typu widmowego K6. Od centralnej pary dzieli go w przestrzeni co najmniej 6100 au, a okres obiegu to co najmniej 185 tysięcy lat. Jeszcze dalej znajduje się gwiazda λ Oph D o wielkości 10,93m, oddalona od λ Oph A o 308,1″.